# スタンレー・ブラック&デッカー
スタンレー・ブラック&デッカー（Stanley Black & Decker）はアメリカ合衆国の工具メーカー。本社は、コネチカット州ニューブリテンに置く。
日本では、米国本社の100％子会社であるポップリベット・ファスナー株式会社が輸入販売を行っている。

## 概要
1843年、フレデリック・スタンレーが建築用のボルト、ヒンジ等の製造を目的に創業。
1921年、いとこのヘンリー・スタンレーが主宰していた測定機器や水準器を製造する会社と合併。「スタンレー･ワークス」をブランド名にハンドツールの製造を開始。製造特許のラチェット・スクリュードライバーの開発、プラスドライバーの量産・普及に貢献するなど事業を拡大。
2010年にはブラック・アンド・デッカー社と合併。
2015年には電動工具の製造販売を開始するなど、プロユースにも幅広く対応。現在ではスナップオン、APEXと並ぶ世界トップクラスの工具ブランドとなっている。
世界175ヶ国で事業を展開する世界的な工具ブランドとして、NASCARやMoto GPのサポートを続けるほか、サッカーFCバルセロナともスポンサーシップを結ぶなど、様々なスポーツを後援することでも知られている。
Stanley（スタンレー）、Black+Decker（ブラック・アンド・デッカ―）、DeWalt (デウォルト）、Lennox（レノックス）、Irwin（アーウィン）、Mac Tools（マックツールズ）、Proto （プロト）、PorterCable （ポーターケーブル）、Facom（ファコム） 、Bostitch （ボスティッチ）、CRAFTMAN（クラフトマン） 、LISTA（リスタ） 、Vidmar（ヴィドマー）、Cribmaster（クリブマスター）、AeroScout（エアロスカウト）、Powers（パワーズ）等のブランドを保有